# Vaprio d’Agogna
Vaprio d’Agogna (piemontesisch Vavron, lombardisch Vavru) ist eine italienische Gemeinde (comune) mit 960 Einwohnern (Stand 31. Dezember 2023) in der Provinz Novara, Region Piemont.

## Geographie
Das Gemeindegebiet umfasst eine Fläche von zehn Quadratkilometern.
Die Nachbargemeinden sind Barengo, Cavaglietto, Mezzomerico, Momo, Oleggio und Suno.

## Persönlichkeiten
- Francesco Maria Franzi (1910–1996), Weihbischof in Novara
- Giuseppe Fallarini (1934–2023),  Radrennfahrer